# Pidgin vasco-islandés
El vasco-islandés fue un pidgin hablado por pescadores y balleneros vascos y habitantes de Islandia. Se encuentra documentado en manuscritos originarios de la región de Vestfirðir escritos entre los siglos XVII y XVIII. En este pidgin también es notable la influencia del francés y el inglés, fruto de la convivencia y el comercio entre pescadores de distintos países en las aguas del Atlántico Norte.

## Hallazgo
Los glosarios vasco-islandeses se dieron a conocer en la tesis doctoral titulada Glosaria Duo Vasco-Islandica, escrita en latín y publicada en Ámsterdam en 1937. El autor del libro es el filólogo Nicolás Gerardus Hondricus Deen y fue supervisado por el rector J. van der Hoeve. En él se incluye un estudio del artículo definido vasco y otro del modo de verter los infinitivos islándicos al euskera. Así como un estudio ortográfico y otro fonético. Concluye la obra con la reproducción pormenorizada de los dos vocabularios.

## Contenido del manuscrito
Este manuscrito de gran interés data del siglo XVII y se conserva en el Instituto Árni Magnússon, en Reikiavik. Dicho manuscrito consta de dos glosarios, el primero de 16 páginas, con 517 palabras, y el segundo de 10, con 228 palabras. En total cuenta con 745 palabras en ambos idiomas. En el manuscrito se pueden encontrar palabras de uso común, así como otras propias de la actividad ballenera y su medio. Según las investigaciones que se han llevado a cabo sus autores serían dos personas diferentes, participantes en aquellos contactos comerciales y personales entre balleneros vascos y la población local. Muchos de los términos vascos son propios del dialecto labortano. Esto parece indicar que los posibles establecimientos vascos en la región de Vestfirdir, de donde procede el manuscrito, serían de la zona vascofrancesa de San Juan de Luz. Se convirtió así la lengua vasca en la primera lengua viva para la cual se hizo un diccionario, aunque rudimentario, en Islandia.

## Historia
Las crónicas islandesas dicen que los vascofranceses fueron los primeros en cazar ballenas en aquellas latitudes. Existen documentos islandeses que acreditan la llegada de balleneros vascos ya en el año 1613, pero es probable que llegasen años antes.
Las relaciones entre los islandeses y los balleneros vascos no fueron siempre pacíficas. Hay un episodio muy sangriento conocido como Spánverjavígin (la matanza de los españoles) relacionado con su presencia en Islandia: la muerte a manos de los islandeses de 32 marineros vascos bajo el mando de los capitanes Pedro de Aguirre, Esteban de Tellería y Martín de Villafranca. Estos sucesos acontecieron en Vestfirðir, entre 1615 y 1616, cuando, tras el naufragio de tres barcos balleneros, fueron asesinados por causas no muy claras.

## Ejemplos
- Vasco-islandés.— Christ Maria presenta for mi balia, for mi presenta for ju bustana.
- Euskera.— Kristok eta Mariak bale bat emango balidate, buztana emango nizuke.
- Español.— Si Cristo y María me diesen una ballena, yo te daría la cola.
- Francés.— Quand le Christ et Marie me donnent une baleine, je vous donnerai la queue.
- Inglés.— If Christ and Mary give me a whale, I'll give you the tail.
- Islandés.— Ef Kristur og María gefa mér hval, ég gef þér hali.

- Vasco-islandés.— For ju mala gissuna.
- Euskera.— Gizon gaiztoa zara.
- Español.— Eres un hombre malo.
- Francés.— Vous êtes un mauvais homme.
- Inglés.— You are a bad man.
- Islandés.— Þú ert vondur maður.

- Vasco-islandés.— Zer travala for ju
- Euskera.— Zertan egiten duzu lan?
- Español.— ¿En qué trabajas?
- Francés.— Que faites-vous ?
- Inglés.— What do you do?
- Islandés.— Við hvað vinnur þú?

- Vasco-islandés.— Sumbatt galsardia for?
- Euskera.— Zenbat galtzerdigatik?
- Español.— ¿Por cuántas medias/calcetines?
- Francés.— Pour combien de chaussettes?
- Inglés.— How many socks for?
- Islandés.— Hversu margir sokkar fyrir?

- Vasco-islandés.— Fenicha for ju.
- Euskera.— Zurekin larrua jo.
- Español.— Hacer el amor contigo.
- Francés.— Baise avec toi.
- Inglés.— Fuck with you.
- Islandés.— Ríða þér.